# 대박부동산
《대박부동산》은 2021년 4월 14일부터 2021년 6월 9일까지 방영된 KBS 2TV 수목 드라마이다.

## 기획 의도
공인중개사인 퇴마사가 퇴마 전문 사기꾼과 한 팀이 되어 흉가가 된 부동산에서 원귀나 지박령을 퇴치하고 기구한 사연들을 풀어주는 생활밀착형 엑소시즘 판타지 드라마

### 방송 시간
| 방송 채널 | 방송 기간                                            | 방송 시간                           | 방송 분량                                |
| --------- | ---------------------------------------------------- | ----------------------------------- | ---------------------------------------- |
| KBS 2TV   | 2021년 4월 14일 ~ 2021년 6월 9일 [1회~16회] (본방송) | 매주 수요일, 목요일 밤 9:30 ~ 10:40 | 70분 (1회당 1부 40분, 2부 30분 분할방송) |

## 제작진

### 제작
- 정해룡
- 김진천

### 제작사
- 몬스터유니온 : KBS 2TV 월화 드라마 《녹두전》(제작) 제작
- ㈜메이퀸픽쳐스 : MBC 주말 특별 기획 드라마 《메이퀸》(제작), MBC 월화 드라마 《화려한 유혹》(제작), MBC 주말 특별기획 드라마 《황금 무지개》(제작), MBC 수목 드라마 《내가 가장 예뻤을 때》, KBS 2TV 일일 드라마 《미스 몬테크리스토》 (제작) 제작

### 연출
- 박진석 : KBS 2TV KBS 드라마 스페셜 4부작 연작 시리즈 《맨몸의 소방관》(연출), KBS 2TV 월화 드라마 《학교 2017》(연출) 연출

- 이웅희 : KBS 2TV 드라마 스페셜 《기억의 해각》,《그녀들》(연출) 연출

### 극본
- 하수진 : 영화 《키다리 아저씨》(각색), 영화 《남자사용설명서》(각본), 영화 《레드카펫》(각색) 등 집필 )

- 이영화 : 영화 《키다리 아저씨》(각색) 집필

- 정연서

## 등장 인물

### 등장인물
- (†) 표시는 드라마 상에서 최종적으로 사망한 인물이다.

### 주요 인물
- 장나라 : 홍지아 역 - 특전사에 밀리지 않는 무술 실력과 단호한 결단력을 가진 강한 실력파 퇴마사, 그러나 정작 엄마의 원귀는 붙잡아 두고 아직 보내지 못해서 20년째 엄마의 원귀와 함께 지내고 있다. 그러다 이제까지 보지 못한 특별한 영매 오인범을 만나게 되었고, 오인범이라면 엄마도 보내줄 수 있을 거라는 기대로 동업을 시작하는데...
- 정용화 : 오인범 역 - 완벽하게 잘생긴 미모와 꿀 떨어지는 목소리, 뛰어난 관찰력과 논리력에 근거한 빠른 판단력까지 갖춘 사기꾼. 내일 당장 노숙하게 되더라도, 오늘은 호텔 스위트룸 미니바에서 양주를 까며 오로지 현재만을 즐긴다. 늘 그렇듯 사람 죽은 건물에서 퇴마 사기를 치다가 진짜 퇴마사 홍지아를 만나 자신이 영매라는 사실을 알게 돼 충격을 받지만 삼촌인 오성식에 대해 알고싶어 대박부동산으로 왔다.

### 그 외 인물
- 강말금 : 주화정 역 - 씩씩하고 딱 부러지는 성격, 의뢰인들의 진상 갑질에도 영업용 미소를 잃지 않는 찐프로 사무장이다. 철없던 시절 홍지아의 엄마 홍미진에게 큰 은혜를 입은 인연으로, 혈혈단신 퇴마사 일을 시작한 조카인 지아 곁을 10년째 충직하게 지키고 있다.
- 강홍석 : 허지철 역 - 대박부동산의 인터넷 정보수집 담당, 중학교 중퇴에 전과자인 자신을 유일하게 사람대접해준 인범을 무조건 믿고 따른다. 은행에 개설한 통장만 다섯 개가 넘을 정도로 성실한 사기꾼. 비록 사기 쳐서 번 돈이지만 착실하게 모아서, 언젠가는 엄마와 동생들을 위해 타운하우스 한 채 마련하는 게 꿈이다.
- 안길강 : 도학성 역(†) - 국내 굴지의 건설사 도학건설의 회장, 내 말이 곧 법이고, 내 계획이 곧 미래인 안하무인 불도저. 돈이면 안 되는 게 없다고 믿는다. 없는 놈에겐 푼돈만 줘도 가족이든 동료든 배신하게 만들고, 있는 놈에겐 뇌물 줘서 자신의 뒷배로 만든다. 거칠 것 없이 달려온 그의 앞길을 대박부동산이 막아서자 이번에도 돈과 폭력으로 해결하려 하지만, 건드리면 건드릴수록 20년 전 그가 묻어버린 비밀이 자꾸 고개를 쳐든다. 나중에 어이없게도 죽자 자기가 저지른 일은 생각 안하고 오인범 몸에 들어갔지만 홍지아 때문에 고통스럽게 퇴마 된다.
- 허동원 : 김태진 역 - 조폭 출신 나이트클럽 사장, 사람을 패고 묻는 건 눈도 깜짝 안 하면서, 귀신은 무서워한다. 그래서 인범에게는 처녀 귀신 사기를 당해 돈을 날리고, 대박부동산 철거하러 가서는 귀신에 홀려 죽을 뻔한다.
- 백은혜 : 홍미진 역(†)- 지아의 어머니. 어려운 사람을 보면 지나치지 못할 정도로 누구보다 인정 많은 퇴마사. 20년 전 퇴마 중 사망했다.
- 백현주 : 창화 모 역 - 대박부동산 맞은편 '창화식당'을 운영 중이며 뛰어난 음식 솜씨를 가지고 있다.
- 안수호 : 창화 부 역 - 창화 모의 남편이자 창화의 아버지. 창화식당을 창화 모와 함께 운영한다.
- 김대곤 : 오성식 역 (†) - 오인범의 삼촌. 대박부동산에서 사용하는 퇴마용 부적 목걸이를 걸어주었다.
- 서진원 : 조현서 역 - 유명 미술가로, 손가락 끝에 물감을 묻혀 작품을 그리는 핑거 페인팅이라는 독특한 기법과 오묘한 컬러감으로 부와 명예를 얻은 작가이자 교수다.
- 이채경 : 최비서 역 - 최선미. 도학성의 비서.
- 최우성 : 형식 역 - 체대생이자 지아와 함께 악귀를 퇴마 하러 다니는 영매. 소위 "영빨"이 체질적으로 세서 대박부동산의 일용직 영매로 선발됐다.
- 백지원 : 이은혜 역 - 국내 최고 사립 미술관 브리티움 미술관장.
- 임지규 : 김병호 역 - 문래동 원귀. 조현서의 그림을 대작한 화가.
- 남기애 : 주경희 역 - 딸과 함께 살려고 집 샀다가 분양사기 당해 원기가 됨.
- 미상 : 영미 역
- 성정선 : 정분자 역
- 박지연 : 박인숙 역 - 성실의 친구
- 김정영 : 김소민 역 - 이성실의 가게를 빼앗고 딸에게 준 천하빌딩 갑질 건물주 부인
- 박예영 : 이성실 역 - 몰락하는 상가를 살린 당찬 자영업자였으나 본인의 빵 가게를 강탈하려는 건물주 부부와 주변상인의 이기심으로 가게를 빼앗기고 실종된다.
- 김성범 : 강한석 역
- 선율우
- 김대근
- 지우 : 배수정 역 - 귀신 나오는 오피스텔 세입자
- 박성일 : 마광태 역
- 조승연 : 정 팀장 역
- 미상 : 털보 역
- 미상 : 오인범의 할머니 역 (†)
- 미상 : 고택의 노인 원귀 역
- 이주실 : 유영순 역
- 미상 : 경찰청 국장 역
- 미상 : 달걀귀 역 - 퇴마를 당한 악귀.
- 미상 : 스카이빌딩 화재 현장에 있던 구급요원 역
- 오경주 : 양창화 역

### 특별출연
- 김미경 : 염 사장 역

## 시청률
최저 시청률과 최고 시청률은 시청률 조사회사와 지역별로 시청률에 차이가 있을 수 있습니다.
| 2021년 | 2021년   | 2021년         | 2021년         | 2021년       | 2021년 |
| 회차   | 방송일   | TNmS 시청률    | AGB 시청률     | AGB 시청률   |        |
| 회차   | 방송일   | 대한민국(전국) | 대한민국(전국) | 서울(수도권) |        |
| ------ | -------- | -------------- | -------------- | ------------ | ------ |
| 제1회  | 4월 14일 | 4.5%           | 4.1%           | -            |        |
| 제1회  | 4월 14일 | 5.6%           | 5.3%           | 4.9%         |        |
| 제2회  | 4월 15일 | -              | 3.7%           | -            |        |
| 제2회  | 4월 15일 | 4.6%           | 5.6%           | 5.2%         |        |
| 제3회  | 4월 21일 | -              | 3.7%           | -            |        |
| 제3회  | 4월 21일 | 4.9%           | 5.9%           | 5.7%         |        |
| 제4회  | 4월 22일 | -              | 3.7%           | -            |        |
| 제4회  | 4월 22일 | 5.2%           | 5.3%           | 4.7%         |        |
| 제5회  | 4월 28일 | 4.5%           | 5.0%           | 4.9%         |        |
| 제5회  | 4월 28일 | 5.7%           | 6.3%           | 5.9%         |        |
| 제6회  | 4월 29일 | -              | 3.9%           | -            |        |
| 제6회  | 4월 29일 | 5.1%           | 5.9%           | 5.8%         |        |
| 제7회  | 5월 5일  | 4.3%           | 4.1%           | -            |        |
| 제7회  | 5월 5일  | 5.8%           | 6.1%           | 5.4%         |        |
| 제8회  | 5월 6일  | 4.4%           | 4.0%           | -            |        |
| 제8회  | 5월 6일  | 5.4%           | 5.9%           | 5.4%         |        |
| 제9회  | 5월 12일 | 4.3%           | 4.0%           | -            |        |
| 제9회  | 5월 12일 | 6.3%           | 5.8%           | 4.9%         |        |
| 제10회 | 5월 13일 | 5.2%           | 4.5%           | -            |        |
| 제10회 | 5월 13일 | 6.3%           | 5.9%           | 5.4%         |        |
| 제11회 | 5월 19일 | -              | -              | -            |        |
| 제11회 | 5월 19일 | 6.1%           | 6.5%           | 6.0%         |        |
| 제12회 | 5월 20일 | 4.9%           | 5.1%           | -            |        |
| 제12회 | 5월 20일 | 6.5%           | 6.9%           | 6.2%         |        |
| 제13회 | 5월 26일 | -              | 3.9%           | -            |        |
| 제13회 | 5월 26일 | 5.3%           | 5.9%           | 5.3%         |        |
| 제14회 | 6월 2일  | -              | 4.0%           | -            |        |
| 제14회 | 6월 2일  | 5.7%           | 5.9%           | 5.1%         |        |
| 제15회 | 6월 3일  | -              | 4.6%           | -            |        |
| 제15회 | 6월 3일  | 4.8%           | 5.8%           | 5.4%         |        |
| 제16회 | 6월 9일  | -              | 4.3%           | -            |        |
| 제16회 | 6월 9일  | 5.7%           | 5.5%           | 5.0%         |        |

## 결방 사유 및 스페셜 편성
- 2021년 5월 27일 : 2021 여자배구 네이션스리그 《대한민국 VS 일본》 중계방송 편성과, 《류수영의 동물티비 스페셜》 편성으로 인한 결방.
- 2021년 6월 10일 : 대박부동산 스페셜(비하인드 컷) 편성.

## 수상 목록
- 2021년 KBS 연기대상 미니시리즈부문 남자 우수상 (정용화)

## OST
- Part.1 : 정용화 - I Got Ya (2021.04.14 발매)
- Part.2 : 신민정 - 물어보지마 (2021.04.25 발매)
- Part.3 : 장중혁 - Don’t cry (2021.04.28 발매)
- Part.4 : 장나라 - DAYDREAM (백일몽) (2021.05.12 발매)
- Part.5 : NIA (니아) - 단 하나의 (2021.05.15 발매)

## 참고 사항
- 강홍석, 백은혜는 tvN 수목 드라마 《김비서가 왜 그럴까》에 이어서 다시 한 번 호흡을 맞추게 되었다.
- 안길강, 백지원은 KBS 2TV 주말 드라마 《한번 다녀왔습니다》에 이어서 다시 한 번 호흡을 맞추게 되었다.
- 안길강, 백은혜는 SBS 금토 드라마 《녹두꽃》에 이어서 두 번째로 호흡을 맞추게 되었으며, 백은혜가 해당 드라마에 특별 출연으로 출연한다.

## 동시간대 경쟁작
- MBC 수목 드라마 《오! 주인님》
- MBC 수목 드라마 《목표가 생겼다》
- JTBC 수목 드라마 《로스쿨》

## 같이 보기
- 대한민국의 텔레비전 드라마 목록 (ㄷ)
- 2021년 대한민국의 텔레비전 드라마 목록